# Saint-Pierre (série télévisée)
Saint-Pierre est une série télévisée canadienne créée par Perry Chafe, Allan Hawco et Robina Lord-Stafford, et diffusée depuis le 6 janvier 2025 sur le réseau CBC.
Cette série est inédite dans tous les pays francophones.

## Synopsis
L'inspecteur Donny « Fitz » Fitzpatrick est de la Royal Newfoundland Constabulary : après une enquête sur un homme canadien important, il est transféré à Saint-Pierre-et-Miquelon.

## Distribution

### Acteurs principaux
- Allan Hawco (en) : Inspecteur Donny « Fitz » Fitzpatrick
- Joséphine Jobert : Commandant Geneviève « Arch » Archambault
- James Purefoy : Sean Gallagher

## Production
La série est tournée à Saint-Pierre-et-Miquelon.

## Épisodes

### Saison 1 (2025)
1. Queen Bee
2. Kill Lil
3. Off with His Head
4. Island Getaway
5. The Bogman Cometh
6. Only the Good Die Young
7. Ghost from the Past
8. With a Little Help from My Friends
9. Bad Friends, Bons Ennemis
10. Reap What We Sow

## Commentaire
La série met en scène la police de Saint-Pierre-et-Miquelon, dans la réalité l'archipel est en zone gendarmerie. La police nationale gère seulement les frontières de l'archipel,.